# Blade (pel·lícula de 1973)
Blade és un thriller estatunidenc dirigit per Ernest Pintoff, estrenat el 1973.

## Argument
Els carrers de Nova York és on treballa el lloctinent Tommy Blade; persegueix un psicòpata que ja ha matat unes quantes persones. Quan Blade i el seu company troben el patró d'aquests brutals assassinats la seva investigació es toparà amb l'oposició dels militants de barri i una policia corrupta.

## Repartiment
- John Marley: Tommy Blade
- Jon Cypher: Petersen
- Kathryn Walker: Maggie
- William Prince: Powers
- Michael McGuire: Quincy
- Joe Santos: Spinelli
- John Schuck: Reardon
- Peter White: Freund
- Keene Curtis: Steiner
- Karen Machon: Connors
- Raina Barrett: Karen Novak
- Ted Lange: Henry Watson
- Arthur French: Sanchez
- Steve Landesberg: Debaum
- Morgan Freeman: Chris